# Dødsklokken (film fra 1914)
 Ikke at forveksle med Dødsklokken (film fra 1924).
Dødsklokken er en dansk stumfilm fra 1914 med instruktion og manuskript af Alf Nielsen.

## Handling
Denne artikel mangler et handlingsreferat. Hjælp os med at skrive det.

## Medvirkende
- Alf Nielsen - Løjtnant Charley
- Axel Strøm - Oberst Holck
- Fridjof von Kaulbach - Hubert, oberstens søn
- George Schnéevoigt - Adjudant Bertram, spion
- Charles Løwaas - Fjendtlig kommandant
- Lily von Kaulbach - Sygeplejerske